# Tapir de Baird
El tapir de Baird (Tapirus bairdii) és una de les tres espècies sud-americanes de tapir. Fou anomenada en honor del naturalista estatunidenc Spencer Fullerton Baird, que viatjà a Mèxic el 1843 i observà l'animal. Tanmateix, el primer a documentar l'espècie fou un altre naturalista estatunidenc, W. T. White.